# 吳遵 (景泰進士)
吳遵（1416年—？），字時極，江西吉安府奉和縣人，軍籍，明朝政治人物。進士出身。

## 生平
江西鄉試第七名。景泰二年（1451年）辛未科會試第八十八名，殿試登進士第二甲第十二名。

## 家族
曾祖吳志禮。祖父吳明先。父亲吳子璋。